# Zamek w Głębokiem
Zamek w Głębokiem – nieistniejąca budowla obronna w Głębokiem na Białorusi. Istniał od XVI do XVIII wieku.

## Opis
Został zbudowany na miejscu „dworu” Zenowicza (południowo-zachodnia część miasta). Zamek zaznaczono na mapie Wielkiego Księstwa Litewskiego Macieja Strubicza z 1589 roku. Opisy zamku z tego okresu nie są znane, ale nie odbiegał on zapewne od tradycyjnej zabudowy tamtych czasów, posiadając ziemny wał oraz drewniane obwarowania i wieże. Podczas wojny polsko-rosyjskiej, 30 czerwca 1654 r. pod murami zamku doszło do bitwy pomiędzy oddziałami litewskimi a wojskami rosyjskimi dowodzonymi przez Ż. W. Kondyrowa. Według źródeł historycznych 2 sierpnia 1654 r. zamek został spalony, a kierujący obroną zamku podkomorzy połocki Piotr Kazimierz Biegański trafił do niewoli. W 1658 r. oddział wojsk pułkownika Władysława Wołłowicza wziął zamek szturmem i spalił go, a zdobyte armaty odwiózł do Dołhinowa. 6 listopada 1661 r. Głębokie zostało wyzwolone od Rosjan. Później zamek został odbudowany i przetrwał do końca XVIII wieku. W 1700 roku podczas Wielkiej Wojny Północnej został poważnie uszkodzony przez wielki pożar.

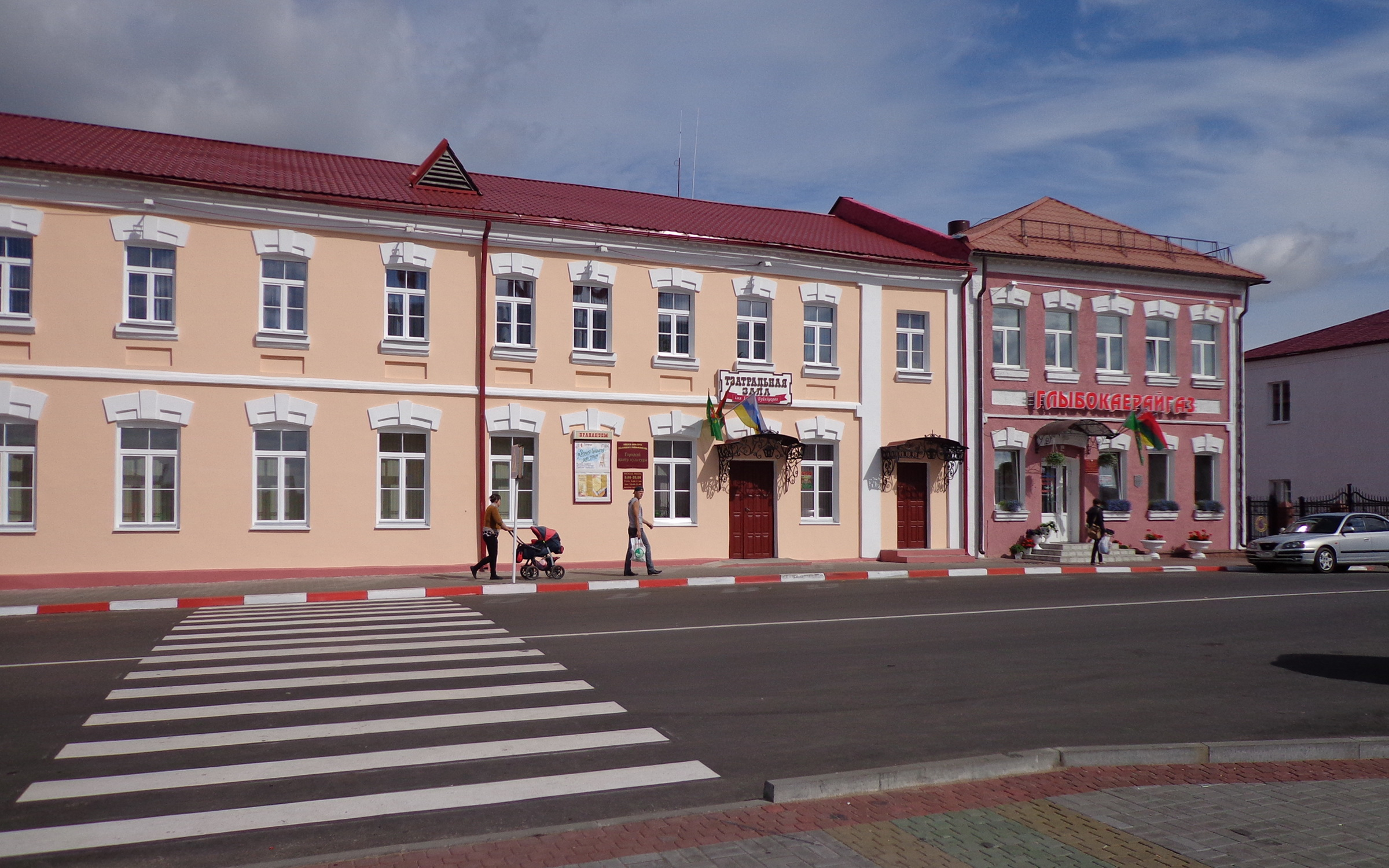
Budynki przy ul. Lenina 30 i 38 stojące na miejscu zamku Radziwiłłów

### Zamek Radziwiłłów
Po Zenowiczach właścicielami południowej części Głębokiego zostali Radziwiłłowie. Ostatnim właścicielem zamku z tego rodu był Dominik Radziwiłł. W jego czasach posiadłość Radziwiłłów w Głębokiem stanowił duży dwupiętrowy drewniany dom, młyn i lamus. O stanie zamku świadczy fakt, że podczas Inwazji na Rosję w lipcu 1812 r. Napoleon Bonaparte wolał ze sztabem nocować w klasztorze Karmelitów. Nazwa ulicy Zamkowej (obecnie Lenina) obowiązywała do II wojny światowej. Na miejscu zamku znajduje się budynek, w którym w dwudziestoleciu międzywojennym działał kinoteatr Corso, później kinoteatr Radzima. Obecnie jest to Sala Teatralna im. Ignacego Bujnickiego. W sierpniu 2005 roku zburzono resztki ceglanego muru zamku, przyległego do budynku kinoteatru. W jego miejscu wybudowano kawiarnię, następnie był tam sklep meblowy.